# しあわせ家族部
『しあわせ家族部』（しあわせかぞくぶ）は、Purple softwareが2012年5月25日に発売したWindows用アダルトゲームである。

2022年4月26日にWindows 10動作確認済のダウンロード版がFANZA独占で配信された。

## 概要
キャッチコピーは「時に友人、時に家族、――時々、彼女。」。学園の不思議な部活「家族部」を舞台に、主人公やヒロインの「家族」に対する様々な思いを描くストーリーである。
ゲームシステムは、オーソドックスなコマンド選択式のアドベンチャーゲームとなっている。
タイトル画面でしばらく操作しないと、キャラクター同士の掛け合いのオートデモがランダムに流れる。

## ストーリー
絃川一祈は天乃川学園へ編入したが、各部の新入部員獲得攻勢に追われた結果、不思議な部活「家族部」へ入部することになった。部員みんなで家族を演じる家族部で、個性的な仲間達と出会い、やがて一祈は心の中にしまい込んでいた家族への思いに触れていく。

## キャラクター

### 主人公
絃川 一祈（いとかわ かずき）
天乃川学園2年生。以前はこの街に住んでいたが、その後引っ越し、この6月にまた戻って来て学園へ編入した。新入部員獲得を狙う各部に追われ、逃げ込んだ先の家族部にうやむやの内に入部させられた。マイペースでハチャメチャな部員達の中では割と常識人で、みんなへの突っ込み役になっている。学園の授業にはあまり真面目に取り組んでおらず、何とか赤点を回避する程度の成績。

### 天乃川学園家族部
家族部は扇が設立し、元は茶道部の部室だった和室で活動している。活動中は夫婦・親子・兄弟姉妹などの配役をほぼ扇の独断（たまに話し合いやくじ引き）で決め、各自がその役を演じて疑似家族として過ごす。扇の方針で正式な部活とはなっていないが、学生達にはよくも悪くも有名で、治外法権的な場所となっている。
牧野 帆乃波（まきの ほのは）
声：高藤まりあ
学園2年生で一祈と同級。一祈が以前この街にいた頃によく遊んだ幼なじみ。現在も一祈の家の隣に住む。真面目で苦労性で、人のために何かしたい気持ちが強い。一祈と再会する前から家族部に所属しており、部で一祈が他の女の子に絡まれるとあからさまに不機嫌になる。
水月 瑠菜（みづき るな）
声：桃井穂美
学園1年生。いつも明るく元気で、一祈を「お兄ちゃん」と呼んでべったり甘えてくるが、時に妄想が暴走しがち。瑠菜と涼々は、学園内でファンクラブ「ロリっこファンクラブ」が作られており、彼らに始終追いかけ回されている（時に一祈も巻き込まれている）。
芙瑠池 扇（ふるいけ おうぎ）
声：まきいづみ
学園3年生。家族部の設立者であり部長。おっとりのんびりした物言いだが、実はかなりの策略家で、うまく周囲を言いくるめて操ってしまい、誰にも止められない。会話でも肝心なことをはぐらかしたり、なかなか言わなかったりして、真意が掴みづらい。家ではメイドのゆかりが世話をしている。
天羽 美景（あもう みかげ）
声：一色ヒカル
学園3年生で生徒会長。過去に家族部に体験入部したことがあり、本人は否定しているが今でも部員ということにされてしまっている。真面目で生徒会の仕事に熱心で、化学室で爆発を起こす涼々には予算面で頭を痛めている。成績優秀・スポーツ万能だが、扇の策略には勝てず、たびたび振り回されている。
みそら（MISORA）
声：民安ともえ
人型エコロボット。型番はHY-B01。最先端メーカー・なつめ技研工業の研究所で造られ、学園へ編入してきた。部活勧誘隊に追われていた所を一祈が助け、それをきっかけに家族部へ入った。スペックは高いはずだが勉強や家事は苦手。造られたばかりなので人間界の常識や習慣などに疎く、面白がって何でも試したがる。
芹沢 涼々（せりざわ すず）
声：雪都さお梨
学園1年生で瑠菜と同級。家族部と兼部で化学部にも属しており、化学室でおかしな実験をしてよく爆発を起こし、美景から怒られている。大のプリン好きで、何でも空気からプリンを作ろうと実験しているらしい。瑠菜と共に「ロリっこファンクラブ」に追いかけられる存在だが、家族部ではいつも「おねーさん」になりたがるわがまま・マイペース娘。
※家族部員だが攻略はできない。
結城 優希（ゆうき ゆうき）
声：榊原ゆい
学園2年生で一祈と同級。れっきとした男子だが、細身で女顔・高い声と気弱な性格のため、家族部で女の子役を振られて女装させられることが多い。下手な女の子よりかわいい顔立ちのため、学園内でも密かに人気がある。極めて運が悪く、いつも貧乏くじを引く役回り。
※家族部員だが攻略はできない。

### その他
若菜 とと（わかな とと）
声：小友わかば
学園2年生。生徒会副会長で、朝の校門チェックなど生徒会活動に真面目に取り組んでいるが、あまりに杓子定規で時々暴走気味。家族部に対しても厳しい目を向けている。
咲樹（さき）
声：相葉茉美
なつめ技研工業の研究所所長で、みそらの製作者。みそらのことを大切に思っており、本人の意志を尊重して学園へ転入させた。
ゆかり
声：平野響子
扇お付きのメイド。日頃の世話はもちろん、時にコスプレしたり、いろいろ無茶なこともする。
クー
声：相葉茉美
涼々が実験で偶然作り出した謎の生物。毛むくじゃらの巨体で「くー」と鳴く。その見た目から「モップ」「毛玉」とも呼ばれている。よく涼々を乗せて学園内を走り回っており、一祈はときどき逃げ切れずに踏みつぶされている。（体重は案外軽いので、ひどいことにはならない）。
みほし（MIHOSHI）
声：
みそらの姉妹機で、二週間早く製作されたロボット。型番はHY-A01。体型や性格はみそらよりお姉さんっぽく落ち着いた雰囲気。

## スタッフ
- 原画：悠樹真琴、月杜尋、きくらげ
- シナリオ：若瀬諒、tiro

## 主題歌
オープニングテーマ「友恋」
作詞：石川泰 / 作曲・編曲：東タカゴー / 歌：橋本みゆき
エンディングテーマ「True your heart」
作詞：石川泰 / 作曲・編曲：斎藤悠弥 / 歌：浅葉リオ
※封入特典のマキシシングルCDに、「友恋」のフルバージョンとインストゥルメンタルが収録されている。